# اوناگا (کانزاس)
اوناگا (به انگلیسی: Onaga) شهری در ایالت کانزاس کشور ایالات متحده آمریکا است که جمعیت آن در سرشماری سال ۲۰۱۰ میلادی، ۷۰۲ نفر بوده‌است.